# 唐灭焉耆之战
唐灭焉耆之战是发生于唐朝贞观十八年（644年）的一次战争，在此战中唐朝覆灭了焉耆当地政权并设立了后为安西四镇之一的焉耆都督府。

## 背景
贞观十四年（644年）八月，侯君集率军攻打高昌，遣使节与焉耆结盟，焉耆王龙突骑支也同意并遣军与唐军合师。高昌被灭后突骑支前往军营请求面见侯君集，提出高昌占有了原属于焉耆的三座城市，通过侯君集的上奏后，本来被高昌所俘虏的七百名焉耆国民一同被归还，于是焉耆不久后便遣使前往长安朝贡感谢。同年，其原宗主国西突厥的重臣屈利啜的弟弟迎娶了龙突骑支的女儿，依靠联姻使得焉耆成为西突厥新的一道屏障，而焉耆国也因此不再向唐朝朝贡，转而投靠了乙毗咄陆可汗阿史那欲谷。

## 过程
李世民知道焉耆背叛之后，令行安西都护郭孝恪暂时先观察情势并等候时机。贞观十八年（644年），突骑支的弟弟颉鼻、栗婆准等三人投奔唐朝，于是郭孝恪于八月上书请求出击焉耆，李世民下诏同意并命其为西州道行军总管率军征讨焉耆。八月十一日，郭孝恪率领步骑共三千人自银山道向焉耆进军，他在西州与反叛的栗婆准见面，让他为向导指引唐军攻取焉耆国都城。
由于焉耆都城四面环水，还有山岭做为依托，守军自认城池险固，防御松懈，没有预料到唐军会前来进攻。八月二十日晚，郭孝恪所部抵达城外，他趁夜率军渡水于焉耆城堞下。二十一日清晨，唐军展开了突袭，一边开始攀爬城堞，一边敲鼓吹角。此举使得焉耆都城内军心不稳，唐军成功破城并斩首千余级，最后擒获了国王龙突骑支。在成功攻取焉耆都城后，郭孝恪即刻回师，龙栗婆准因为做为唐朝方面的向导有功，被留下来成为焉耆国的摄政。
听闻焉耆被唐军攻击，西突厥的屈利啜发兵前去支援。当突厥军队抵达时郭孝恪所部已经离开三天了，因此屈利啜囚禁了留在焉耆城的栗婆准。随后他便率五千骑兵追击唐军，在银山和郭孝恪遭遇。结果屈利啜所部反被郭孝恪击溃，逃了数十里路。

## 战后处理
九月二十一日，李世民和侍臣说他根据郭孝恪的奏疏所说的日程，通报战况的使者应该就在今天抵达，还未说完话信使就到了。十月十四日，李世民前往行在洛阳，郭孝恪将突骑支及其妻子一同押送至洛阳，被李世民下诏赦免了其罪状。十七日，李世民对太子李承乾说焉耆王不寻贤明、不纳忠谋而自取灭亡，导致他最后束手被解押万里。他教导李承乾“以此思惧，则惧可知矣”。
在此战结束后，郭孝恪也因其军功被李世民特加勋十一转并赠玺书称赞。
玺书的内容翻译成现代汉语就是：您攻破了焉耆，俘虏了它的大王，通过这样的武力行为来立功，实在是不辜负我对你的委托啊。焉耆这地方被天山阻挡，是外界难以进入的绝境，它凭着自己处在遥远的深山中，就竟然敢怀有叛逆之心。您有崇高的声望，有很深的报效国家之情，所以远赴战场，亲自去讨伐他们的罪过。您不花一天就夺取了这座坚固的城池，再肃清了剩余的匪军（有可能指屈利啜），于是就再无叛军了。您花了这么大的心思，尽了这么大的力气，一定经过了许多艰辛困苦，如今克服险境取得成功，实在是值得嘉奖啊。

## 影响
西突厥后来试图另立焉耆王，处般啜令吐屯摄政焉耆，并随使臣前往长安进行朝贡，却被李世民以“焉耆我所下，尔乃王之邪？”回复，吐屯因此吓得不敢称王，回到了西突厥。吐屯退回西突厥后，栗婆准继续摄政，但是他的的哥哥薛婆阿那支自立为新的国王，处般啜后帮助薛婆阿那支将栗婆准送到了龟兹并杀了他。
贞观二十一年十二月二十六日，阿史那社尔、契苾何力等受命率军讨伐龟兹。贞观二十二年九月，唐军先是攻破处月、处密两城，分五路军队突袭龟兹北部。薛婆阿那支弃城逃向了龟兹，试图依靠龟兹的城池抵御唐军，然而阿史那社尔遣轻骑追击并擒获了薛婆阿那支。在薛婆阿那支被移交给了杨弘礼后，杨弘礼矫诏斩杀了薛婆阿那支。
在平灭龟兹后唐朝扶持突骑支的弟弟婆伽利为新的焉耆王，并设立了焉耆都督府，将焉耆正式纳入唐朝版图。

### 书目
- 魏征：《隋书》
- 董诰：《全唐文》
- 刘昫：《旧唐书》
- 欧阳修：《新唐书》
- 司马光：《资治通鉴》
- 王钦若：《册府元龟》
- 严耕望：《唐代交通图考》，上海，上海古籍出版社2007

### 论文
- 梁景之.“胜兵”解析.青海民族学院学报(社会科学版).1987(2).
- 王素.唐华文弘墓志中有关昆丘道行军的资料-近年新刊墓志所见隋唐西域史事考释之一[J].西域研究.2013(4).

### 脚注
1. ↑  《隋书》列传第四十八·焉耆：“其王姓龙字突骑都城方二里国内有九城胜兵千馀人”
2. ↑  《旧唐书》列传第一百四十八·西戎：“其王姓龙氏名突骑支胜兵二千馀人常役属于西突厥”
3. ↑  见 梁景之：“胜兵”解析，载《青海民族学院学报(社会科学版)》1987年第2期。
4. ↑  《旧唐书》列传第一百四十八·西戎：“十四年侯君集讨高昌遣使与之相结焉耆王大喜请为声援及破高昌其王诣军门称谒焉耆人先为高昌所虏者悉归之由是遣使谢恩并贡方物”
5. ↑  《新唐书》列传第三十六·郭孝恪：“初王师灭高昌诏以所虏焉耆生口七百还焉耆王”
6. ↑  《旧唐书》列传第三十三·郭孝恪：“初王师之灭高昌也制以高昌所虏焉耆生口七百尽还之”
7. ↑  《新唐书》列传第一百四十六上·焉耆：“侯君集讨高昌遣使与相闻突骑支喜引兵佐唐高昌破归向所俘及城遣使者入谢”
8. ↑  《资治通鉴》卷一九五：“侯君集之讨高昌也遣使约焉耆与之合势焉耆喜听命及高昌破焉耆王诣军门谒见君集且言焉耆三城先为高昌所夺君集奏并高昌所掠焉耆民悉归之”
9. ↑  《册府元龟》卷一二五·帝王部·料敌：“高昌破焉耆而虏其生口七百初王师之灭高昌也尽以还之”
10. ↑  《旧唐书》列传第一百四十八·西戎：“其年西突厥重臣屈利啜为其弟娶焉耆王女由是相为唇齿朝贡遂阙”
11. ↑  《册府元龟》卷一二五·帝王部·料敌：“焉耆王背德怀二归诚于咄陆可汗”
12. ↑  《新唐书》列传第一百四十六上·焉耆：“西突厥臣屈利啜为弟娶突骑支女遂相约为辅车势不朝贡”
13. ↑  《旧唐书》列传第三十三·郭孝恪：“焉耆王寻叛归欲谷可汗朝贡稀至”
14. ↑  《资治通鉴》卷一九七：“焉耆贰于西突厥西突厥大臣屈利啜为其弟娶焉耆王女由是朝贡多阙”
15. ↑  《册府元龟》卷三八四·将帅部·褒异第十：“焉耆王与西突厥通亲相为唇齿进贡希至”
16. ↑  《旧唐书》列传第三十三·郭孝恪：“因表请击之以孝恪为安西道行军总管率步骑三千出银山道以伐焉耆”
17. ↑  《册府元龟》卷一二五·帝王部·料敌：“诏安西都护郭孝恪伺机便以讨之”
18. ↑  《新唐书》列传第三十六·郭孝恪：“王叛归欲谷设可汗孝恪请击之即拜西州道行军总管”
19. ↑  《册府元龟》卷三五八·将帅部·立功第十一：“郭孝恪为安西都护贞观十八年诏孝恪讨焉耆乃选步骑三千出银山道以焉耆王弟粟婆淮为乡道”
20. ↑  《资治通鉴》卷一九七：“诏以孝恪为西州道行军总管帅步骑三千出银山道以击之全焉耆王弟颉鼻兄弟三人至西州孝恪以颉鼻弟栗婆准为乡导”
21. ↑  《册府元龟》卷三八四·将帅部·褒异第十：“孝恪表请击之太宗许焉以孝恪为西州道行军总管”
22. ↑  《新唐书》本纪第二·太宗：“八月壬子安西都护郭孝恪为西州道行军总管以伐焉耆”
23. ↑  《旧唐书》列传第一百四十八·西戎：“焉耆所都城四面有水自恃险固不虞于我”
24. ↑  《新唐书》列传第一百四十六上·焉耆：“初焉耆所都周三十里四面大山海水缭其外故恃不为虞”
25. ↑  《资治通鉴》卷一九七：“焉耆城四面皆水恃险而不设备”
26. ↑  《册府元龟》卷三五八·将帅部·立功第十一：“焉耆所都城四面有水自恃其甲不虞于我”
27. ↑  《唐代交通图考》卷二：“城极大，在海水之北，大河东岸，众流交杂，群山外绕，极为险固。”
28. ↑  《旧唐书》列传第一百四十八·西戎：“孝恪倍道兼行夜至城下潜遣将士浮水而渡至晓一时攀堞鼓角齐震城中大扰孝恪纵兵击之虏其王突骑支首虏千馀级”
29. ↑  《新唐书》列传第一百四十六上·焉耆：“孝恪倍道绝水夜傅堞迟曙噪而登鼓角轰哄唐兵纵国人扰败斩千馀级执突骑支”
30. ↑  《旧唐书》列传第三十三·郭孝恪：“孝恪夜袭其城虏其王龙突骑支”
31. ↑  《新唐书》列传第三十六·郭孝恪：“率步骑三千出银山道夜袭其王龙突骑支虏之”
32. ↑  《册府元龟》卷三五八·将帅部·立功第十一：“孝恪倍道兼行夜至城下潜遣将士浮水而渡及明一时攀堞鼓角齐震城中大扰孝恪纵兵击之虏其王突骑支斩首虏七千级”
33. ↑  《新唐书》本纪第二·太宗：“辛卯郭孝恪及焉耆战败之”
34. ↑  《旧唐书》列传第一百四十八·西戎：“以栗婆准导军有功留摄国事而还”
35. ↑  《新唐书》列传第一百四十六上·焉耆：“更以栗婆准摄国事”
36. ↑  《资治通鉴》卷一九七：“留栗婆准摄国事而还”
37. ↑  《册府元龟》卷三五八·将帅部·立功第十一：“以粟婆淮为军导有功留摄国事”
38. ↑  《旧唐书》列传第一百四十八·西戎：“初西突厥屈利啜将兵来援焉耆孝恪还师三日屈利啜乃囚栗婆准”
39. ↑  《新唐书》列传第一百四十六上·焉耆：“屈利啜以兵救焉耆而孝恪还三日矣屈利啜囚栗婆准”
40. ↑  《资治通鉴》卷一九七：“孝恪去三日屈利啜引兵救焉耆不及执栗婆准以劲骑五千追孝恪至银山孝恪还击破之追奔数十里”
41. ↑  《册府元龟》卷三五八·将帅部·立功第十一：“时屈利啜将兵来援焉耆以劲骑五千追孝恪至于银山之下孝恪逆击破之追奔数十里而还”
42. ↑  《新唐书》列传第一百四十六上·焉耆：“始帝语近臣曰孝恪以八月十一日诣焉耆阅二旬可至当以二十二日破之使者今至矣俄而遽人以捷布闻”
43. ↑  《资治通鉴》卷一九七：“辛卯上谓侍臣曰孝恪近奏称八月十一日往击焉耆二十日应至必以二十二日破之朕计其道里使者今日至矣言未毕驿骑至”
44. ↑  《册府元龟》卷一二五·帝王部·料敌：“辛卯帝谓侍臣曰孝恪近奏称率兵三千以八年十一月诣焉耆二十日应至必以二十二日破之朕计其行程使人今日应到言未毕驿骑至云郭孝恪已破焉耆”
45. ↑  《旧唐书》列传第一百四十八·西戎：“时驾幸洛阳宫孝恪锁突骑支并其妻子送行在所诏宥之罪”
46. ↑  《新唐书》列传第一百四十六上·焉耆：“囚突骑支及妻子送洛阳有诏赦罪”
47. ↑  《资治通鉴》卷一九七：“甲寅车驾行幸洛阳以房玄龄留守京师右卫大将军工部尚书李大亮副之郭孝恪锁焉耆王突骑支及其妻子诣行在敕宥之丁巳上谓太子曰焉耆王不求贤辅不用忠谋自取灭亡系颈束手漂摇万里人以此思惧则惧可知矣”
48. ↑  《旧唐书》列传第三十三·郭孝恪：“太宗大悦玺书劳之曰卿破焉耆虏其伪王功立威行深副所委但焉耆绝域地阻天山恃远凭深敢怀叛逆卿望崇位重报效情深远涉沙场龚行罚罪取其坚壁曾不崇朝再廓游魂遂无遗寇糸面思竭力必大艰辛超险成功深足嘉尚”
49. ↑  《新唐书》列传第三十六·郭孝恪：“帝悦降玺书褒劳”
50. ↑  《册府元龟》卷三八四·将帅部·褒异第十：“太宗嘉其远立殊功遣使优劳加勋十一转”
51. ↑  《全唐文》卷十·赐郭孝恪玺书：“卿破焉耆虏其伪王功立威行深副所委但焉耆绝域地阻天山恃远凭深敢怀叛逆卿望崇位重报效情深远涉沙场躬行罚罪取其坚壁曾不崇朝再廓游魂遂无遗寇缅思竭力必大艰辛超险成功深足嘉尚”
52. ↑  《旧唐书》列传第一百四十八·西戎：“而西突厥处般啜令其吐屯来摄焉耆遣使朝贡太宗数之曰焉耆者我兵击得汝何人辄来统摄吐屯惧而返国”
53. ↑  《新唐书》列传第一百四十六上·焉耆：“屈利啜囚栗婆准更使吐屯摄王遣使以告帝曰焉耆我所下尔乃王之邪吐屯惧不敢王”
54. ↑  《资治通鉴》卷一九七：“西突厥处那啜使其吐屯摄焉耆遣使入贡上数之曰我发兵击得焉耆汝何人而据之吐屯惧返其国”
55. ↑  《旧唐书》列传第一百四十八·西戎：“焉耆又立栗婆准从父兄薛婆阿那支为王处般啜乃执栗婆准送于龟兹为所杀薛婆阿那支既得处般啜为援遂有国”
56. ↑  《新唐书》列传第一百四十六上：“焉耆立栗婆准而从兄薛婆阿那支自为王号瞎干执栗婆准献龟兹杀之”
57. ↑  《资治通鉴》卷一九七：“焉耆立栗婆准从父兄薛婆阿那支为王仍附于处那啜”
58. ↑  《册府元龟》卷九六六·外臣部·继袭：“唐贞观十四年安西都护郭孝恪发兵击之虏突骑支献于雒阳太宗赦其罪留于京师其国乃立薛婆阿那支号为瞎于”
59. ↑  《旧唐书》本纪第三·太宗下：“十二月戊寅左骁卫大将军阿史那社尔右骁卫大将军契苾何力安西都护郭孝恪司农卿杨弘礼为管山道行军大总管以伐龟兹”
60. ↑  《新唐书》本纪第二·太宗：“十二月戊寅左骁卫大将军契苾何力为昆丘道行军大总管率三总管兵以伐龟兹”
61. ↑  《册府元龟》卷四三四·将帅部·献捷：“阿史那社尔为昆丘道行军大总管征龟兹”
62. ↑  《旧唐书》列传第五十九·阿史那社尔：“二十一年为昆丘道行军大总管征龟兹”
63. ↑  《新唐书》列传第三十五·阿史那社尔：“二十一年以昆丘道行军大总管与契尔何力郭孝恪杨弘礼李海岸等五将军发铁勒十三部及突厥骑十万讨龟兹”
64. ↑  《资治通鉴》卷一九八：“戍寅诏使持节昆丘道行军大总管左骁卫大将军阿史那社尔副大总管右骁卫大将军契苾何力安西都护郭孝恪等将兵击之仍命铁勒十三州突厥吐蕃吐谷浑连兵进讨”
65. ↑  《旧唐书》列传第一百四十八·龟兹：“太宗遣左骁卫大将军阿史那社尔为昆山道行军大总管与安西都护郭孝恪司农卿杨弘礼率五将军又发铁勒十三部兵十馀万骑以伐龟兹”
66. ↑  《新唐书》列传第一百四十六上·龟兹：“二十一年两遣使朝贡然帝怒其佐焉耆叛议讨之是夜月食昴诏曰月阴精用刑兆也星胡分数且终乃以阿史那社尔为昆丘道行军大总管契苾何力副之率安西都护郭孝恪司农卿杨弘礼左武卫将军李海岸等发铁勒十三部兵十万讨之”
67. ↑  《旧唐书》本纪第三·太宗下：“闰月丁丑朔昆山道总管阿史那社尔降处密处月破龟兹大拨等五十城虏数万口执龟兹王诃黎布失毕以归龟兹平西域震骇”
68. ↑  《新唐书》列传第三十一·杨弘礼：“为昆丘道副大总管破处密杀焉耆王降馺支部获龟兹于阗王凯旋”
69. ↑  《资治通鉴》卷一九九：“九月庚辰昆丘道行军大总管阿史那社尔击处月外密破之馀众悉降”
70. ↑  《旧唐书》列传第五十九·阿史那社尔：“明年军次西突厥击处密大破之馀众悉降”
71. ↑  《新唐书》列传第三十五·阿史那社尔：“师次西突厥击处蜜处月败之入自焉耆西兵出不意龟兹震恐”
72. ↑  《旧唐书》列传第一百四十八·焉耆：“及阿史那社尔之讨龟兹阿那支大惧遂奔龟兹保其东城以御官军社尔击擒之数其罪而斩焉”
73. ↑  《新唐书》列传第一百四十六上·焉耆：“阿史那社尔讨龟兹阿那支奔之壁东境抗王师为社尔所禽数其罪斩以徇”
74. ↑  《旧唐书》列传第一百四十八·龟兹：“社尔既破西蕃处月处密乃进师趋其北境出其不意西突厥所署焉耆王弃城而遁社尔遣轻骑追擒之”
75. ↑  《新唐书》列传第一百四十六上·龟兹：“社尔分五军掠其北执焉耆王阿那支”
76. ↑  《资治通鉴》卷一九九：“阿史那社尔既破处月处密引兵自焉耆之西趋龟兹北境分兵为五道出其不意焉耆王薛婆阿那支弃城奔龟兹保其东境社尔遣兵追击擒而斩之”
77. ↑  见 王素：唐华文弘墓志中有关昆丘道行军的资料-近年新刊墓志所见隋唐西域史事考释之一，载《西域研究》2013年第4期
78. ↑  《新唐书》列传第一百四十六上·焉耆：“立突骑支弟婆伽利为王以其地为焉耆都督府”